# Aleksander Gieysztor

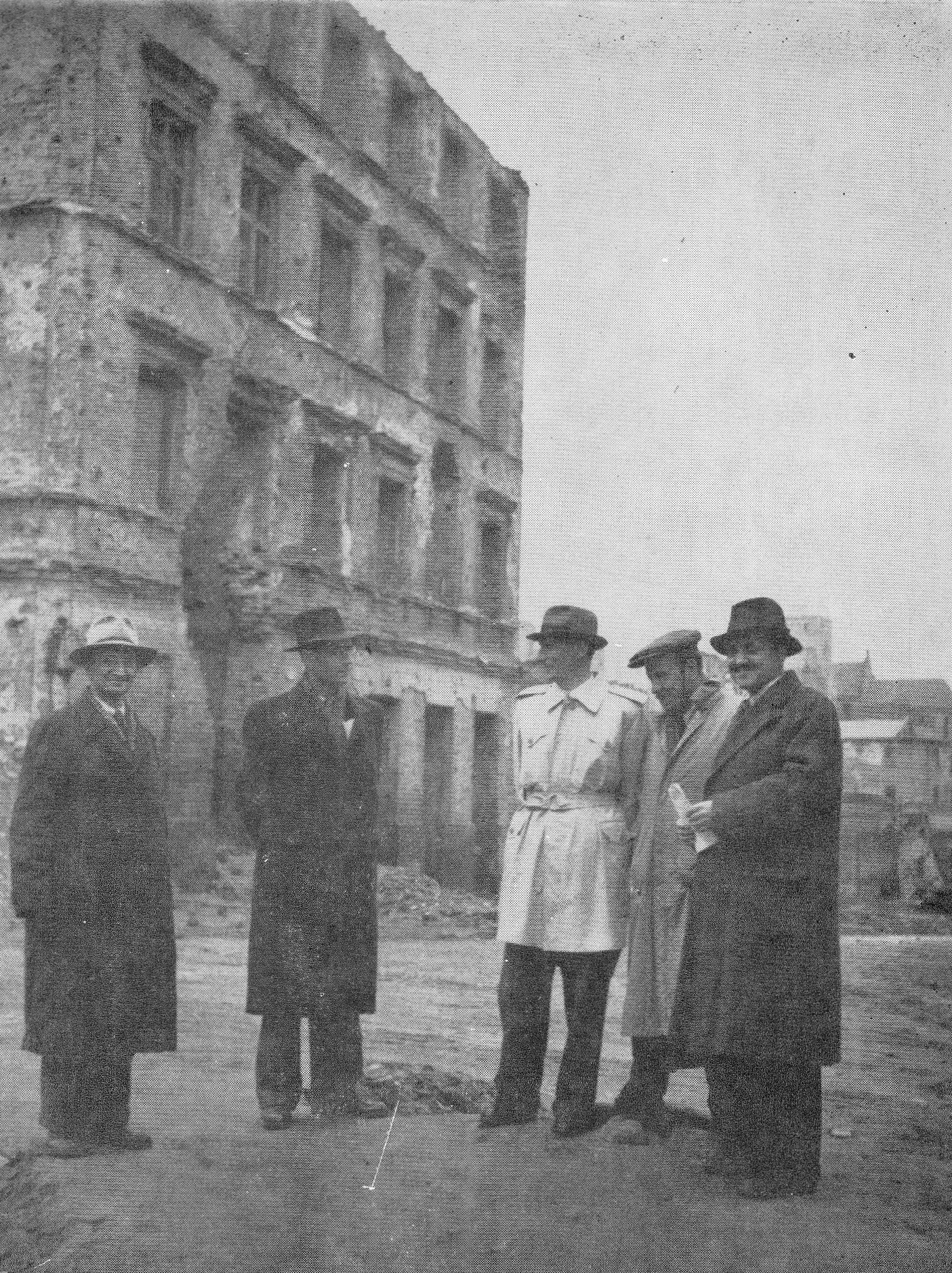
Aleksander Gieysztor (drugi z lewej) z grupą historyków i architektów na Starym Mieście w Warszawie (1949)

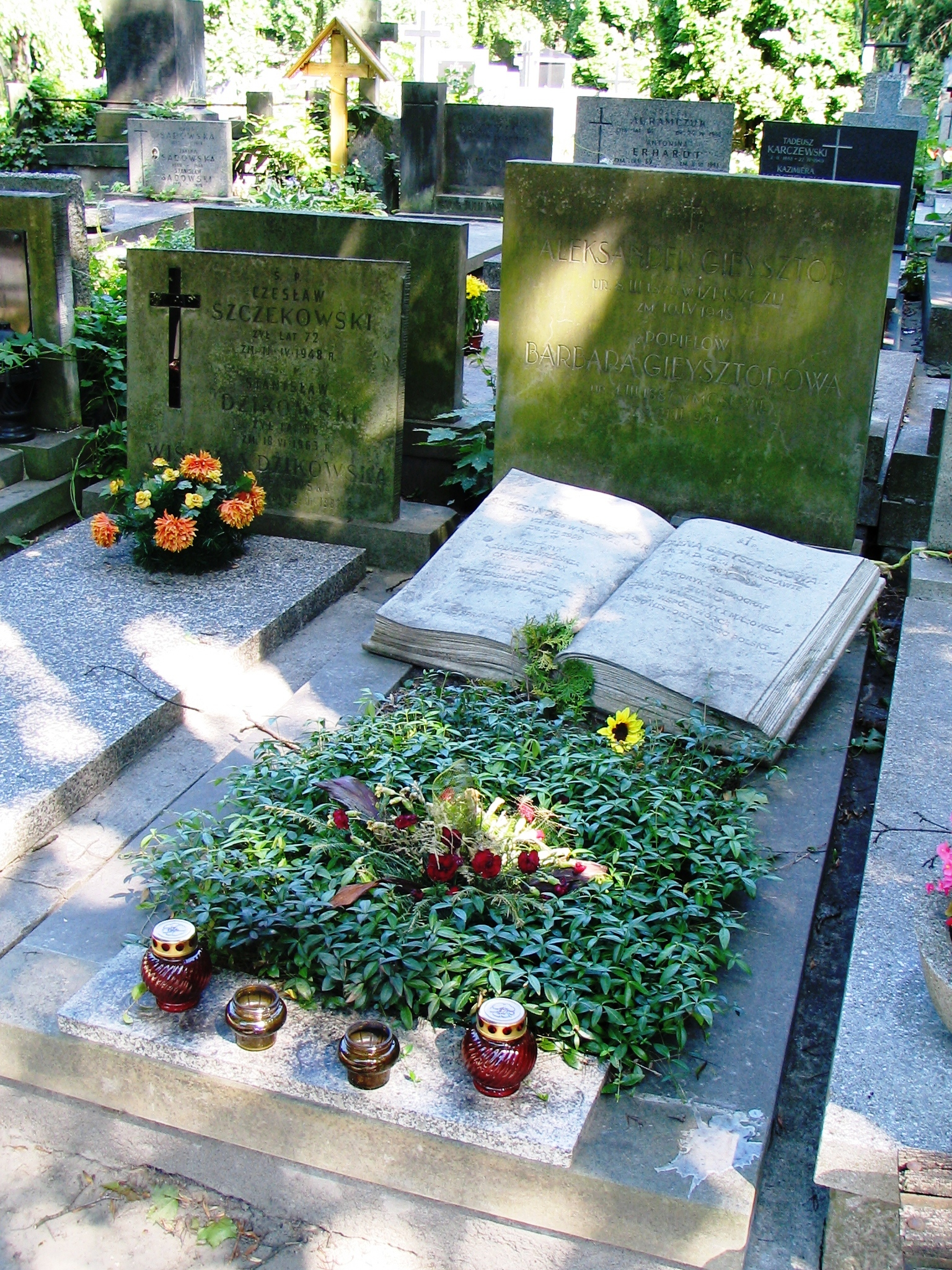
Grób Aleksandra Gieysztora na cmentarzu Powązkowskim w Warszawie

Aleksander Gieysztor, ps. „Borodzicz”, „Lissowski”, „Olicki”, „Walda” (ur. 4 lipca?/17 lipca 1916 w Moskwie, zm. 9 lutego 1999 w Warszawie) – polski historyk mediewista, profesor Uniwersytetu Warszawskiego, członek Polskiej Akademii Nauk. Kawaler Orderu Orła Białego.
Uczestnik kampanii wrześniowej, żołnierz Związku Walki Zbrojnej i Armii Krajowej, szef Wydziału Biura Informacji i Propagandy AK, powstaniec warszawski, szef Biura Informacji i Propagandy Delegatury Sił Zbrojnych na Kraj oraz Zrzeszenia Wolność i Niezawisłość.
W latach 1955–1975 dyrektor Instytutu Historycznego Uniwersytetu Warszawskiego. W latach 1979–1991 dyrektor Zamku Królewskiego w Warszawie. W latach 1980–1983 i 1990–1992 prezes Polskiej Akademii Nauk. W latach 1986–1992 prezes Towarzystwa Naukowego Warszawskiego. W 1994 współzałożyciel Wyższej Szkoły Humanistycznej w Pułtusku.
W drugiej połowie lat 60. współpracownik Departamentu I MSW (wywiadu) PRL. Od 1986 roku członek Rady Konsultacyjnej przy Przewodniczącym Rady Państwa PRL, Wojciechu Jaruzelskim. W latach 1988–1990 członek, a od 1990 roku wiceprzewodniczący Rady Ochrony Pamięci Walk i Męczeństwa. W 1989 roku uczestnik obrad Okrągłego Stołu, formalnie wskazany przez stronę rządową, ale przy pełnym zaufaniu opozycji.

## Życiorys

### Dzieciństwo i wczesna młodość
Syn Aleksandra i Barbary z domu Popiel. Jego ojciec pracował w Moskwie jako urzędnik zarządu Kolei Moskiewsko-Kazańskiej. W 1921 roku z rodziną repatriowany do Polski. Osiedlili się w Wołominku k. Warszawy, a później w Warszawie. W 1933 roku ukończył Prywatne Gimnazjum Męskie Ludwika Lorentza w Warszawie, w 1937 studia w Instytucie Historycznym Uniwersytetu Warszawskiego, tytuł magistra filozofii otrzymał na podstawie pracy Władza Karola Wielkiego w opinii współczesnej. Po studiach wyjechał na dwumiesięczne stypendium do Paryża. Po powrocie do kraju odbył jednoroczny Dywizyjny Kurs Podchorążych Rezerwy w 9 pułku piechoty Legionów w Zamościu. W 1938 roku uzyskał roczne stypendium z Funduszu Kultury Narodowej na drugi wyjazd do Francji do École des Chartes.

### II wojna światowa (lata 1939–1945)
W 1939 roku został zmobilizowany i wziął udział w kampanii wrześniowej w 8 pułku piechoty Legionów 3 Dywizji Piechoty walczącej w Armii Odwodowej „Prusy”. Uczestniczył w bitwie pod Iłżą, później walczył na Lubelszczyźnie, gdzie w końcu września został ranny. Po zakończeniu działań wojennych powrócił do Warszawy, gdzie 7 kwietnia 1940 roku wstąpił do Związku Walki Zbrojnej, w którym został skierowany do Biura Informacji i Propagandy. Nie przerwał także działalności naukowej. W 1942 roku w mieszkaniu Stanisława Kętrzyńskiego obronił pracę doktorską Ze studiów nad genezą wypraw krzyżowych. Encyklika Sergiusza IV (1009–1012). Został również wykładowcą w tajnej Wolnej Wszechnicy Polskiej, gdzie prowadził wykłady dla żołnierzy Batalionów Chłopskich. Wiosną 1944 roku został kierownikiem Wydziału Informacji Biura, którą to funkcję pełnił także w czasie powstania warszawskiego. Po jego klęsce 5 października został wzięty do niewoli. Był więziony w obozach jenieckich: Stalagu 344 Lamsdorf, Oflagu II D Gross-Born, Stalagu X B Sandbostel i Oflagu X C Lübeck, z którego został wyzwolony. Do Warszawy powrócił 28 maja 1945 roku.

### Działalność po 1945
W lipcu 1945 roku, został zaangażowany do dalszej pracy konspiracyjnej w utworzonej na miejsce rozwiązanej Armii Krajowej Delegaturze Sił Zbrojnych na Kraj, wciągnięty do niej przez swojego przełożonego w BIP, płk. Jana Rzepeckiego. Po aresztowaniu Kazimierza Moczarskiego, objął szefostwo Biura Informacji i Propagandy DSZ, a następnie organizacji Zrzeszenie Wolność i Niezawisłość. Aresztowany Rzepecki ujawnił z więzienia struktury WiN, w tym także osobę Gieysztora. Zdekonspirowany, spotkał się z Rzepeckim w więzieniu na Rakowieckiej, po czym na jego polecenie przekazał część archiwów BIP, broń i pieniądze funkcjonariuszom UB. Jest prawdopodobne, że temu ujawnieniu towarzyszyła jakaś niepisana umowa pomiędzy UB a ujawniającym się. Zachowane materiały UB świadczą, że rozpracowywanie Gieysztora UB zaczął wiosną 1948 roku, kiedy to zajmujący się zwalczaniem podziemia Departament III Ministerstwa Bezpieczeństwa Publicznego zaczął pozyskiwać coraz więcej informacji o wojennym i powojennym zaangażowaniu Gieysztora w działalność w AK i DSZ–WiN. Na początku lutego 1949 roku Wydział II Departamentu III MBP przystąpił do jego „opracowywania” jako kandydata na tajnego współpracownika. Gieysztor został zmuszony do złożenia 20 listopada 1952 roku kilkustronicowego opracowania zawierającego krytyczną analizę własnej postawy ideologicznej, poddając krytyce całą swoją dotychczasową działalność. Deklarował, że w ciągu ostatnich siedmiu lat przeszedł przemianę ideologiczną: zmianę podstaw myślenia, zmianę natury metodologiczno-ideologicznej […] w kierunku przyswajania i prób stosowania marksizmu–leninizmu w bieżącej praktyce badawczej i w życiu naukowo-organizacyjnym. Do próby werbunku Gieysztora nie doszło wskutek interwencji dyrektor Departamentu V MBP, płk Julii Brystygier.
Efektem rozmów odbytych w pierwszej połowie stycznia 1964 roku z Gieysztorem przez mjr. Kłosa, a następnie również naczelnika Wydziału VIII Departamentu I MSW było wyrażenie zgody przez Gieysztora na współpracę z wywiadem PRL w celu umożliwienia mu werbunku Tadeusza Żenczykowskiego. Gieysztor podjął współpracę z wywiadem, która z różnym natężeniem trwała do 1971 roku (formalnie została zakończona w 1975 roku).
W lipcu 1945 został adiunktem w Państwowym Instytucie Historii Sztuki i Inwentaryzacji Zabytków. We wrześniu 1945 roku został adiunktem w Instytucie Historycznym Uniwersytetu Warszawskiego. W 1949 roku został mianowany profesorem nadzwyczajnym historii Polski średniowiecznej i nauk pomocniczych historii na UW. Był dyrektorem Instytutu Historycznego UW w latach 1955–1975. Był kierownikiem powołanego w 1949 roku przy Ministerstwie Kultury i Sztuki Kierownictwa Badań nad Początkami Państwa Polskiego. Był współredaktorem referatu Żanny Kormanowej, wygłoszonego w czasie I Kongresu Nauki Polskiej w 1951 roku, która w imieniu całego środowiska naukowego deklarowała gotowość uczonych by nauka historyczna odegrała doniosłą rolę w ogólnym planie ideologicznej ofensywy socjalizmu w Polsce.

### Lata 60. i 70. XX wieku
W 1960 roku został mianowany profesorem zwyczajnym. W marcu 1964 roku podpisał List 34 autorstwa intelektualistów, złożony prezesowi Rady Ministrów Józefowi Cyrankiewiczowi, w którym domagano się zmiany polskiej polityki kulturalnej zgodnie z prawami zagwarantowanymi w konstytucji państwa polskiego. Po późniejszych represjach ze strony władz, podpisał inny list do The Times, zawierający stwierdzenie, że w Polsce nie było represji, i dyskredytujący Radio Wolna Europa. Gdy w styczniu 1971 roku zapadła decyzja o odbudowie Zamku Królewskiego w Warszawie, Aleksander Gieysztor został członkiem Obywatelskiego Komitetu Odbudowy. Od 1971 roku członek PAN. Mianowany w 1975 roku wiceprzewodniczącym komitetu odbudowy Zamku Królewskiego. Pierwszy długoletni dyrektor Zamku (do 1991), związany od początku z jego odbudową, a jeszcze wcześniej z pracami badawczymi. Pierwsze publikacje dotyczące Zamku napisał już w latach 50. XX wieku.

### Późniejsza praca
20 sierpnia 1980 roku podpisał apel 64 uczonych, pisarzy i publicystów do władz komunistycznych o podjęcie dialogu ze strajkującymi robotnikami. Od 12 grudnia 1980 do roku 1983 i ponownie od stycznia 1990 do 1992 roku pełnił funkcję prezesa Polskiej Akademii Nauk. Od 1986 roku był członkiem Rady Konsultacyjnej przy Przewodniczącym Rady Państwa PRL, Wojciechu Jaruzelskim. W latach 1988–1990 członek, a od 1990 roku wiceprzewodniczący Rady Ochrony Pamięci Walk i Męczeństwa. W lutym 1989 roku wszedł w skład działającej przy tej Radzie Komisji do spraw Upamiętnienia Ofiar Represji Okresu Stalinowskiego. W latach 1986–1988 członek Prezydium Społecznego Komitetu Odnowy Starego Miasta Zamościa. 
W 1989 roku uczestniczył w obradach Okrągłego Stołu – formalnie wskazany przez stronę rządową, ale przy pełnym zaufaniu opozycji, 5 kwietnia przewodniczył posiedzeniu plenarnemu, które kończyło jego prace.
W latach 1986–1992 był prezesem Towarzystwa Naukowego Warszawskiego. W sierpniu 1984 roku wszedł w skład Obywatelskiego Komitetu Obchodów 40 Rocznicy Powstania Warszawskiego. Był także przewodniczącym Komitetu Budowy Pomnika na Umschlagplatz w Warszawie.
Był jednym z założycieli w 1994 roku Wyższej Szkoły Humanistycznej w Pułtusku. Był mocno związany z tą uczelnią, do końca życia prowadził tam wykłady, będąc jednym z najbardziej cenionych i lubianych przez studentów wykładowców. Członek Collegium Invisibile, członek wielu akademii nauk i stowarzyszeń naukowych na całym świecie.
Zmarł po półrocznej chorobie, pochowany na cmentarzu Powązkowskim w Warszawie (kwatera 131-6-21).

### Życie rodzinne
Od października 1938 roku jego żoną była Irena z domu Czarnecka (1914–1999), historyk. Miał z nią syna Andrzeja, który zginął w 1989 roku w wypadku samochodowym, razem z twórcami programu telewizyjnego Sonda – Andrzejem Kurkiem i Zdzisławem Kamińskim, i córkę Ewę (1948–2011), anglistkę, nauczycielkę w XVIII Liceum Ogólnokształcącym im. Jana Zamoyskiego w Warszawie.

## Uczniowie
Do grona jego uczniów należą takie osoby jak: Anna Berdecka-Szonert, Urszula Borkowska, Teresa Dunin-Wąsowicz, Hieronim Fokciński, Sławomir Gawlas, Jan Glinka, Adam Grenda, Maria Koczerska, Roman Korab-Zebryk, Stefan Kuczyński, Tadeusz Lalik, Ewa Łuczycka-Suchodolska, Roman Michałowski, Karol Modzelewski, Halina Modrzewska, Przemysław Mrozowski, Jan Piętka, Andrzej Poppe, Aleksandra Rodzińska, Anda Rottenberg, Tadeusz Rosłanowski, Jerzy Suchocki, Irena Sułkowska-Kuraś, Maria Sułowska, Józef Szymański, Jan Tyszkiewicz, Tadeusz Wasilewski, Teresa Wąsowiczówna, Eugeniusz Wiśniowski, Aleksandra Witkowska.

## Publikacje
Autor ok. 500 publikacji, m.in.:
- Historia Polski (współautor, 1947)
- Ze studiów nad genezą wypraw krzyżowych (1948)
- Zarys nauk pomocniczych historii (1948)
- Miasta polskie w tysiącleciu, red. (1965)
- Zarys dziejów pisma łacińskiego (1972)
- Zamek Królewski w Warszawie (1973)
- Mitologia Słowian (1982),  (wyd. Wydawnictwa Artystyczne i Filmowe, 1982 i 1986, w serii Mitologie świata, ISBN 83-221-0152-X). Pierwsze wydanie pełne i z aparatem krytycznym pochodzi z 2006 r. (Wydawnictwa Uniwersytetu Warszawskiego, oprac. Aneta Pieniądz).
- Dzieje Mazowsza do 1526 roku (redakcja naukowa, wraz z Henrykiem Samsonowiczem)
- La Pologne et l’Europe au Moyen Age. Warszawa, P.W.N. Conférence au Centre Scientifique à¨Paris de l’Académie Polonaise des Sciences le 10 décembre 1962.
- Società e cultura nell’alto Medioevo Polacco. Ossolineum 1965. Conférence à l’Académie Polonaise des Sciences à Rome le 5 novembre 1963.

## Ordery i odznaczenia
- Order Orła Białego (3 maja 1994)[17]
- Order Sztandaru Pracy I klasy (1977)[18]
- Krzyż Komandorski z Gwiazdą Orderu Odrodzenia Polski (25 lutego 1993)[19]
- Krzyż Komandorski Orderu Odrodzenia Polski (1975)[18]
- Krzyż Kawalerski Orderu Odrodzenia Polski (1957)[20]
- Krzyż Srebrny Order Virtuti Militari (1944)[21]
- Złoty Krzyż Zasługi z Mieczami (22 września 1944)[22][23]
- Złoty Krzyż Zasługi (16 lipca 1954)[24]
- Srebrny Krzyż Zasługi z Mieczami (25 marca 1944)[23][22]
- Warszawski Krzyż Powstańczy (1981)[2][25]
- Medal Komisji Edukacji Narodowej (1980)[18]
- Odznaka tytułu honorowego „Zasłużony Nauczyciel Polskiej Rzeczypospolitej Ludowej”[26]
- Odznaka tytułu honorowego „Zasłużony dla Kultury Narodowej” (1987)[27]
- Odznaka Stowarzyszenia Autorów ZAiKS (1993)[28]
- Krzyż Wielki Orderu Zasługi (Niemcy)
- Krzyż Komandorski Orderu Zasługi Republiki Włoskiej (Włochy)[29]
- Oficer Orderu Legii Honorowej (Francja, 1980)
- Kawaler Orderu Legii Honorowej (Francja, 1961)[20]
- Krzyż Honorowy za Naukę i Sztukę I Klasy (Austria, 1995)[30]
- Targa Europea (Włochy)

## Nagrody i wyróżnienia
- Państwowa Nagroda Naukowa II stopnia (zespołowa) w dziedzinie nauk humanistycznych za dotychczasowe wyniki badań wykopaliskowych i koncepcyjnych, dotyczących powstania Państwa Polskiego (29 lipca 1950)[31]
- Nagroda Państwowa I stopnia (1986)
- Nagroda „Problemów” za popularyzację historii i upowszechnianie idei ochrony zabytków kultury narodowej (1986)[32]
- tytuł Homo Varsoviensis (1989)[2]
- Honorowy Obywatel Miasta Stołecznego Warszawy (13 kwietnia 1992)[2]
- Honorowy Obywatel Miasta Pułtuska (1998)[33]
- tytuły doktora honoris causa Uniwersytetu w Aix-en-Provence (1960), paryskiej Sorbony oraz uniwersytetów w Bordeaux, Budapeszcie, Moskwie, Oksfordzie[2].
- tytuły doktora honoris causa Uniwersytetu Jagiellońskiego, Uniwersytetu Adama Mickiewicza (1990) i Katolickiego Uniwersytetu Lubelskiego[21][34]

## Upamiętnienie
- Od 1999 roku Fundacja Bankowa im. Leopolda Kronenberga przyznaje Nagrodę im. prof. Aleksandra Gieysztora - za wybitne osiągnięcia mające na celu ochronę polskiego dziedzictwa kulturowego.
- Od 2000 roku przyznawana jest również Nagroda „Przeglądu Wschodniego” im. Aleksandra Gieysztora.
- Rada Fundacji im. Aleksandra Gieysztora w 2001 roku ustanowiła Nagrodę im. Aleksandra Gieysztora, która jest przyznawana młodym badaczom za najlepsze publikacje, książki i artykuły w czasopismach, z zakresu średniowiecza polskiego i europejskiego oraz historii Polskiego Państwa Podziemnego[35].
- Wyższej Szkole Humanistycznej w Pułtusku w 2002 roku nadano imię Aleksandra Gieysztora.
- Od 2009 jest patronem ulicy w Warszawie.